# Lolium rigidum
Lolium rigidum é uma espécie de planta com flor pertencente à família Poaceae. 
A autoridade científica da espécie é Gaudin, tendo sido publicada em Agrostologia Helvetica, definitionem...1: 334–335. 1811.
Os seus nomes comuns são azevém, azevém-bastardo, erva-febra, erva-fêvera, erva-jóia, jela ou joela.

## Portugal
Trata-se de uma espécie presente no território português, nomeadamente os seguintes táxones infraespecíficos:
- Lolium rigidum subsp. lepturoides - presente no Arquipélago da Madeira. Em termos de naturalidade é introduzida da região atrás referida. Não se encontra protegida por legislação portuguesa ou da Comunidade Europeia.
- Lolium rigidum subsp. rigidum - presente em Portugal Continental, no Arquipélago dos Açores e no Arquipélago da Madeira. Em termos de naturalidade é nativa de Portugal Continental e introduzida no Arquipélago dos Açores e no Arquipélago da Madeira. Não se encontra protegida por legislação portuguesa ou da Comunidade Europeia.